# James Haggarty
James Haggarty   (Port Arthur, 14 d'abril de 1914 - Montreal, 8 de març de 1998) va ser un jugador d'hoquei sobre gel canadenc que va competir durant la dècada de 1930.
El 1936 va prendre part en els Jocs Olímpics de Garmisch-Partenkirchen, on guanyà la medalla de plata en la competició d'hoquei sobre gel. Posteriorment jugà cinc partits de la National Hockey League amb els Montreal Canadiens.